# Chanas
Chanas [ʃana] est une commune française située dans le département de l'Isère en région Auvergne-Rhône-Alpes.
Ses habitants sont dénommés les Chanasiens.

## Géographie

### Situation et description
Située dans la partie septentrionale du département de l'Isère dans la vallée du Rhône en aval de Vienne et de Lyon mais en amont de Valence, Chanas est une des communes adhérentes de la communauté de communes Entre Bièvre et Rhône, dont le siège est fixé à Saint-Maurice-l'Exil. Chanas est situé à 25 km au sud de Vienne.

### Communes limitrophes
La commune de Chanas est limitrophe de cinq autres communes dont une située dans la Drôme

### Climat
La partie de la région du Nord-Isère où se situe Chanas correspond à la vallée du Rhône, secteur géographique ouvert vers le nord et le sud et qui connaît le phénomène bien connu du mistral, vent du nord accéléré par effet de tuyère et de couloir entre le Massif central d'un côté et les collines rhodaniennes et des Alpes, de l'autre.
Les précipitations sont généralement assez intenses avec des orages en été et en automne et de la neige en hiver.

### Hydrographie
Le territoire communal est traversé par le Dolon, un affluent en rive gauche du Rhône et qui prend sa source dans un site marécageux, entouré d'étang sur le territoire de la commune de Pommier-de-Beaurepaire dans la forêt de Bonnevaux.

### Voies de communication et transport
On peut accéder au centre de la commune en empruntant l'autoroute A7 depuis la sortie de Chanas, dont les bretelles d'accès sont implantées sur le territoire communal.
- 12 Chanas à 24 km : centre-ville.

La route nationale 7 (RN 7) traverse le territoire de la commune.
La gare ferroviaire la plus proche est la gare du Péage-de-Roussillon desservie par la ligne 5 du réseau TER rhônalpin.

### Climat
Pour des articles plus généraux, voir Climat d'Auvergne-Rhône-Alpes et Climat de l'Isère.
En 2010, le climat de la commune est de type climat du Bassin du Sud-Ouest, selon une étude du Centre national de la recherche scientifique s'appuyant sur une série de données couvrant la période 1971-2000. En 2020, Météo-France publie une typologie des climats de la France métropolitaine dans laquelle la commune est dans une zone de transition entre le climat de montagne et le climat méditerranéen et est dans la région climatique  Moyenne vallée du Rhône, caractérisée par un bon ensoleillement en été (fraction d’insolation > 60 %), une forte amplitude thermique annuelle (4 à 20 °C), un air sec en toutes saisons, orageux en été, des vents forts (mistral), une pluviométrie élevée en automne (250 à 300 mm).
Pour la période 1971-2000, la température annuelle moyenne est de 12,4 °C, avec une amplitude thermique annuelle de 17,8 °C. Le cumul annuel moyen de précipitations est de 786 mm, avec 7,7 jours de précipitations en janvier et 5,8 jours en juillet. Pour la période 1991-2020, la température moyenne annuelle observée sur la station météorologique de Météo-France la plus proche, « Sablons », sur la commune de Sablons à 4 km à vol d'oiseau, est de 13,3 °C et le cumul annuel moyen de précipitations est de 805,2 mm,. Pour l'avenir, les paramètres climatiques de la commune estimés pour 2050 selon différents scénarios d'émission de gaz à effet de serre sont consultables sur un site dédié publié par Météo-France en novembre 2022.
| Mois                                  | jan.             | fév.          | mars          | avril       | mai           | juin          | jui.          | août          | sep.          | oct.          | nov.           | déc.             | année      |
| ------------------------------------- | ---------------- | ------------- | ------------- | ----------- | ------------- | ------------- | ------------- | ------------- | ------------- | ------------- | -------------- | ---------------- | ---------- |
| Température minimale moyenne (°C)     | 0,7              | 0,7           | 3,1           | 5,9         | 9,9           | 13,4          | 14,9          | 14,5          | 11,2          | 8,4           | 4,2            | 1,5              | 7,4        |
| Température moyenne (°C)              | 4,5              | 5,6           | 9,4           | 12,6        | 16,8          | 20,6          | 22,6          | 22,2          | 18            | 13,9          | 8,5            | 5,1              | 13,3       |
| Température maximale moyenne (°C)     | 8,4              | 10,5          | 15,7          | 19,2        | 23,6          | 27,8          | 30,2          | 29,9          | 24,9          | 19,3          | 12,7           | 8,8              | 19,2       |
| Record de froid (°C) date du record   | −22,3 06.01.1971 | −12 05.02.12  | −12 01.03.05  | −5 08.04.03 | −1 01.05.1976 | 4 04.06.1984  | 6,5 13.07.00  | 4 18.08.1970  | 0 18.09.1971  | −6 31.10.1997 | −12 19.11.1973 | −11,5 29.12.1976 | −22,3 1971 |
| Record de chaleur (°C) date du record | 19 19.01.07      | 22,8 24.02.20 | 27,2 30.03.21 | 31 24.04.07 | 35,5 24.05.09 | 40,1 27.06.19 | 40,9 23.07.19 | 41,8 22.08.23 | 36,3 14.09.20 | 30,5 10.10.23 | 23 06.11.15    | 19,9 18.12.1989  | 41,8 2023  |
| Précipitations (mm)                   | 51,2             | 37,8          | 45            | 62,1        | 73,9          | 65,4          | 67,6          | 62,5          | 83,8          | 107           | 99,4           | 49,5             | 805,2      |

## Urbanisme

### Typologie
Au 1er janvier 2024, Chanas est catégorisée petite ville, selon la nouvelle grille communale de densité à sept niveaux définie par l'Insee en 2022.
Elle appartient à l'unité urbaine de Saint-Rambert-d'Albon, une agglomération inter-départementale regroupant deux  communes, dont elle est une commune de la banlieue,,. Par ailleurs la commune fait partie de l'aire d'attraction de Roussillon, dont elle est une commune du pôle principal,. Cette aire, qui regroupe 27 communes, est catégorisée dans les aires de 50 000 à moins de 200 000 habitants,.

### Occupation des sols
L'occupation des sols de la commune, telle qu'elle ressort de la base de données européenne d’occupation biophysique des sols Corine Land Cover (CLC), est marquée par l'importance des territoires agricoles (61,2 % en 2018), une proportion sensiblement équivalente à celle de 1990 (62 %). La répartition détaillée en 2018 est la suivante :
cultures permanentes (39,4 %), forêts (17,9 %), zones urbanisées (14,7 %), prairies (10,7 %), terres arables (6,9 %), zones industrielles ou commerciales et réseaux de communication (6,3 %), zones agricoles hétérogènes (4,1 %). L'évolution de l’occupation des sols de la commune et de ses infrastructures peut être observée sur les différentes représentations cartographiques du territoire : la carte de Cassini (XVIIIe siècle), la carte d'état-major (1820-1866) et les cartes ou photos aériennes de l'IGN pour la période actuelle (1950 à aujourd'hui).

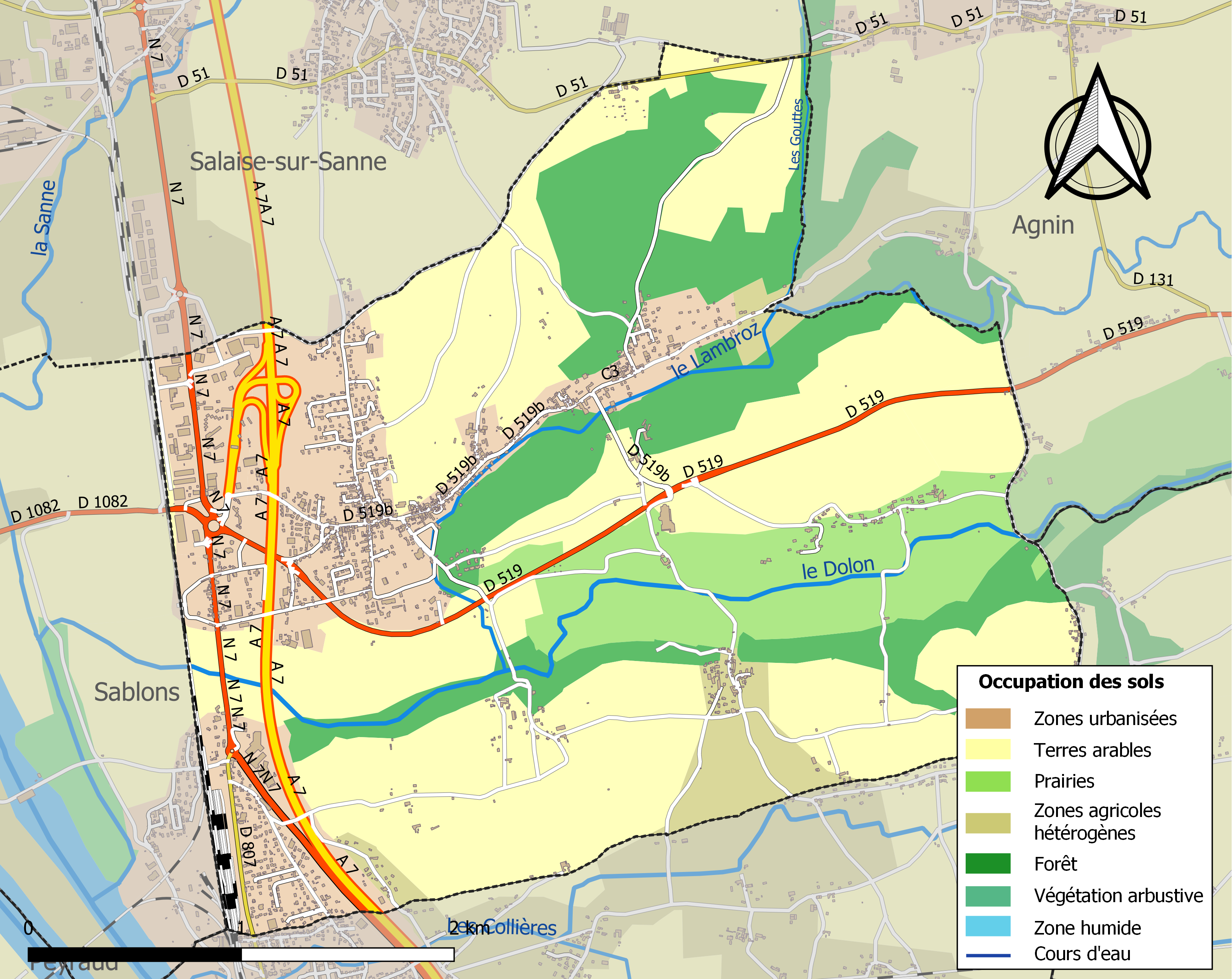
Carte des infrastructures et de l'occupation des sols de la commune en 2018 (CLC).

### Risques naturels et technologiques

#### Risques sismiques
La totalité du territoire de la commune de Chanas est située en zone de sismicité no 3 (sur une échelle de 1 à 5), comme la plupart des communes de son secteur géographique.
| Type de zone | Niveau            | Définitions (bâtiment à risque normal) |
| ------------ | ----------------- | -------------------------------------- |
| Zone 3       | Sismicité modérée | accélération = 1,1 m/s2                |

## Toponymie
Le lieu est nommé Cassanate en 830. Ce nom vient du gaulois cassanos, "chêne". L'étymologie est identique à celle de Chanaz en Savoie ou Chainaz en Haute-Savoie).

## Politique et administration

### Liste des maires
| Période                                  | Période  | Identité               | Étiquette | Qualité              |
| ---------------------------------------- | -------- | ---------------------- | --------- | -------------------- |
| 1977                                     | 1983     | Claude Petit           |           | Instituteur          |
| 1983                                     | 1989     | Claude Petit           |           | Maire sortant        |
| 1989                                     | 1995     | Claude Petit           |           | Maire sortant        |
| 1995                                     | 2001     | Claude Petit           |           | Maire sortant        |
| mars 2001                                | 2020     | Jean-Louis Guerry      | SE        | Agriculteur retraité |
| 2020                                     | En cours | Jean-Charles Malatrait |           |                      |
| Les données manquantes sont à compléter. |          |                        |           |                      |

## Population et société

### Démographie
L'évolution du nombre d'habitants est connue à travers les recensements de la population effectués dans la commune depuis 1793. Pour les communes de moins de 10 000 habitants, une enquête de recensement portant sur toute la population est réalisée tous les cinq ans, les populations de référence des années intermédiaires étant quant à elles estimées par interpolation ou extrapolation. Pour la commune, le premier recensement exhaustif entrant dans le cadre du nouveau dispositif a été réalisé en 2006.

En 2022, la commune comptait 2 714 habitants, en évolution de +5,15 % par rapport à 2016 (Isère : +3,07 %, France hors Mayotte : +2,11 %).
| 1793 | 1800 | 1806 | 1821 | 1831  | 1836  | 1841  | 1846  | 1851  |
| ---- | ---- | ---- | ---- | ----- | ----- | ----- | ----- | ----- |
| 597  | 798  | 807  | 974  | 1 099 | 1 095 | 1 172 | 1 250 | 1 340 |

| 1856  | 1861  | 1866  | 1872  | 1876  | 1881  | 1886  | 1891  | 1896  |
| ----- | ----- | ----- | ----- | ----- | ----- | ----- | ----- | ----- |
| 1 347 | 1 233 | 1 150 | 1 113 | 1 186 | 1 150 | 1 216 | 1 240 | 1 182 |

| 1901  | 1906  | 1911  | 1921  | 1926  | 1931  | 1936  | 1946  | 1954  |
| ----- | ----- | ----- | ----- | ----- | ----- | ----- | ----- | ----- |
| 1 187 | 1 210 | 1 104 | 1 074 | 1 108 | 1 155 | 1 174 | 1 274 | 1 351 |

| 1962  | 1968  | 1975  | 1982  | 1990  | 1999  | 2006  | 2011  | 2016  |
| ----- | ----- | ----- | ----- | ----- | ----- | ----- | ----- | ----- |
| 1 289 | 1 374 | 1 451 | 1 484 | 1 727 | 1 931 | 2 255 | 2 339 | 2 581 |

| 2021  | 2022  | - | - | - | - | - | - | - |
| ----- | ----- | - | - | - | - | - | - | - |
| 2 706 | 2 714 | - | - | - | - | - | - | - |

### Enseignement
La commune est rattachée à l'académie de Grenoble.

### Médias
Historiquement, le quotidien à grand tirage Le Dauphiné libéré consacre, chaque jour, y compris le dimanche, dans son édition du Nord-Isère, un ou plusieurs articles à l'actualité du canton et quelquefois de la commune, ainsi que des informations sur les éventuelles manifestations locales, les travaux routiers, et autres événements divers à caractère local.

## Culture locale et patrimoine

### Lieux et monuments
- La borne milliaire gallo-romaine remployée comme support de la fontaine et surmontée d'une croix, installée à un carrefour au pied de l'escalier qui monte vers l'Eglise. Elle est datée de l'an 145 après J-C et dédiée à l'empereur Antonin-le-Pieux, elle indique qu'il y a 14 mille pas à parcourir de sa position initiale au bord de la voie romaine (inconnue à ce jour)  jusqu'à Vienne. Elle est classée monument historique au titre "objet", dans la base Palissy, depuis le 7 août 1912[20],[21].
- L'église paroissiale Saint-Laurent, du XIXe siècle

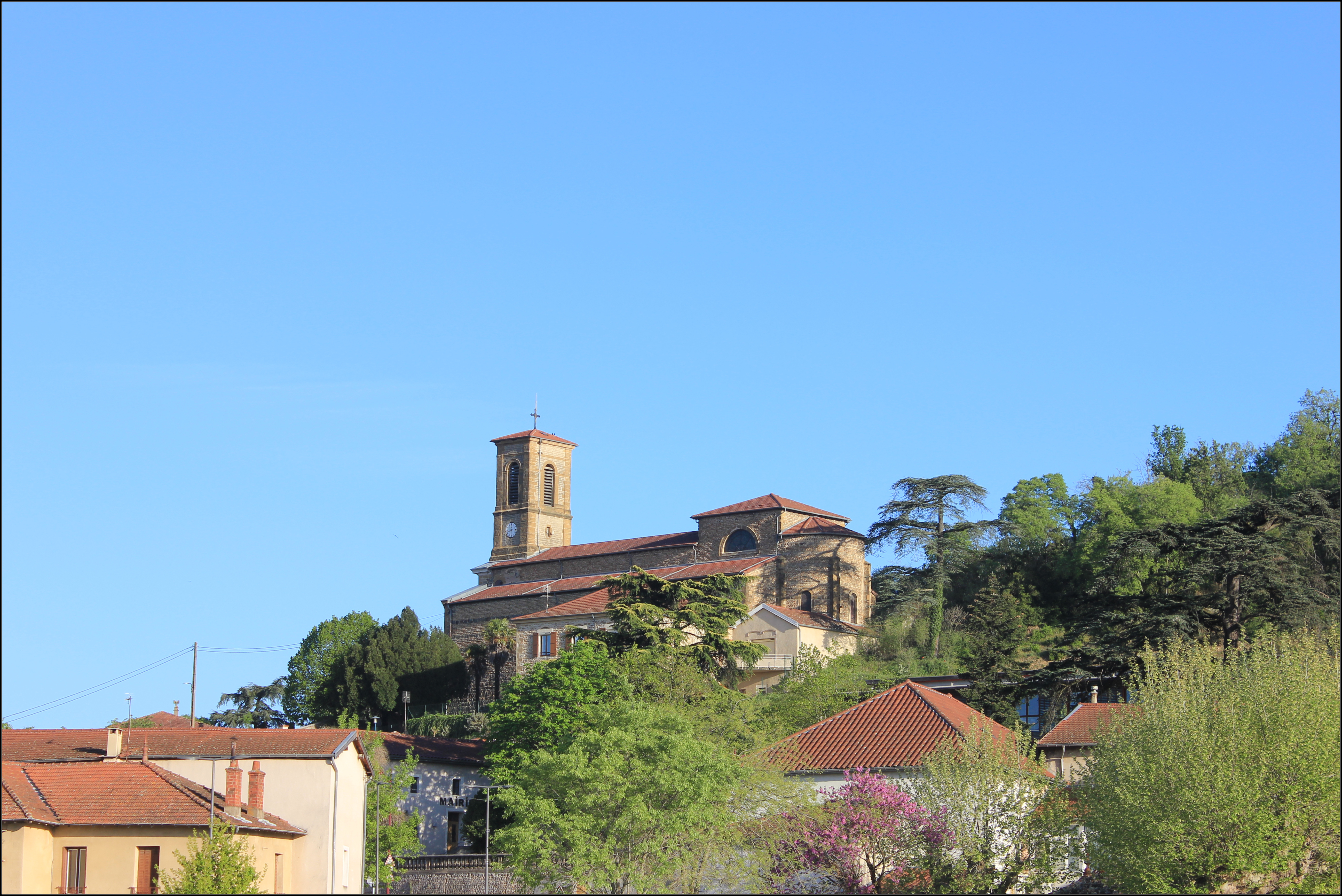
Vue sur l'église de Chanas depuis la rue du marché.

- Le musée du Dolon (minéraux et fossiles)|
- Le château de Montbreton ou Bâtie-Montbreton

### Personnalités liées à la commune
- René Fernandat, né à Chanas le 30 avril 1884, prêtre, enseignant et poète, auteur de "Ondes et flammes"[22]
- Anaïs Bonnardel, sœur Marie-Étiennette de Jésus (1879-1915). Cette franciscaine missionnaire de Marie, née à Chanas, a fait l'objet, en 2015, d'un ouvrage intitulé "Bien chers parents - Une gouvernante, née à Chanas, dans l'Isère, devient franciscaine missionnaire de Marie."

### Héraldique
|  | Chanas possède des armoiries dont l'origine et le blasonnement exact ne sont pas disponibles. |